# World Inline Cup
La World Inline Cup, definita con l'acronimo di WIC, è la Coppa del Mondo di pattinaggio rotelle velocità.

## Storia
Fondata nel 1988 dalla società svizzera Iguana, organizzatrice anche della Swiss Inline Cup, come l'European Inline Cup, è diventata la coppa del mondo ufficiale 2000 prima di tornare ad essere gestita dalla stessa Iguana nel 2002. Ogni tappa del circuito è organizzata dagli organizzatori locali con l'appoggio della società svizzera in sede di marketing. Il calendario 2010 prevede lo svolgimento di gare in 14 località differenti in 10 paesi (Argentina, Corea del Sud, Francia, Germania, Italia, Polonia, Portogallo, Spagna, Svizzera e Venezuela) alle quali parteciperanno dodici squadre ufficialmente riconosciute:
- Alessi World
- Bont Arena Geisingen
- Ideeprint X-Tech
- Luigino Rollerblade
- Marianistas Rollerblade Alava Euskadi
- Powerslide Phuzion World
- Powerslide Matter World
- Roller Lagos Dos Descombrimentos
- Simmons Schankel Racing
- Uusmaa Bont Estonia
- Vitamine&Co. Ferrara World
- Rollerblade Speedodrom